# Nederweert
Nederweert ( udtale ?; Limburgsk: Ni-jwieërt) er en kommune og en by, beliggende i den sydlige provins Limburg i Nederlandene. Kommunens areal er på 101,78 km², og indbyggertallet er på 16.786 pr. 1. april 2016.

## Kernerne
Nederweert Kommunen består af følgende landsbyer og bebyggelser:
Nederweert, Ospel, Ospeldijk, Nederweert-Eind en Leveroy

### Naturområder
Nederweert Kommunen bliver gennemskåret af to floder (Zuid-Willemsvaart, Noordervaart) og en kanal (Wessem-Nederweertkanaal). Desuden er der nogle parker: Nationaal Park De Groote Peel, Weerterbos og Sarsven en De Banen.

## Galleri
- Onze Lieve Vrouwe van Lourdes kerk i Schoor
- Sint-Lambertuskerk
- Ospel
- Nederweert by centrum mens Sint-Lambertuskerk blev renoveret.
- Nederweert War Cemetery
- Vandkraft Centrale Roeven
- Weerterbos